# Маркел (Індіана)
Маркел (англ. Markle) — місто (англ. town) в США, в округах Гантінгтон і Веллс штату Індіана. Населення — 1071 особа (2020).

## Географія
Маркел розташований за координатами 40°49′38″ пн. ш. 85°20′21″ зх. д. / 40.82722° пн. ш. 85.33917° зх. д. (40.827225, -85.339226).  За даними Бюро перепису населення США в 2010 році місто мало площу 3,29 км², з яких 3,16 км² — суходіл та 0,13 км² — водойми.

## Демографія
Згідно з переписом 2010 року, у місті мешкало 1095 осіб у 433 домогосподарствах у складі 282 родин. Густота населення становила 333 особи/км².  Було 470 помешкань (143/км²).
Расовий склад населення:
| - 98,3 % — білих - 0,8 % — чорних або афроамериканців - 0,2 % — азіатів |

До двох чи більше рас належало 0,6 %. Частка іспаномовних становила 1,2 % від усіх жителів.
За віковим діапазоном населення розподілялося таким чином: 23,1 % — особи молодші 18 років, 56,6 % — особи у віці 18—64 років, 20,3 % — особи у віці 65 років та старші. Медіана віку мешканця становила 43,0 року. На 100 осіб жіночої статі у місті припадало 91,8 чоловіків;  на 100 жінок у віці від 18 років та старших — 90,9 чоловіків також старших 18 років.
Середній дохід на одне домашнє господарство  становив 59 454 долари США (медіана — 48 409), а середній дохід на одну сім'ю — 71 140 доларів (медіана — 63 438). За межею бідності перебувало 8,7 % осіб, у тому числі 16,1 % дітей у віці до 18 років та 4,0 % осіб у віці 65 років та старших. Цивільне працевлаштоване населення становило 545 осіб. Основні галузі зайнятості: виробництво — 33,6 %, освіта, охорона здоров'я та соціальна допомога — 15,8 %, фінанси, страхування та нерухомість — 9,4 %, роздрібна торгівля — 8,6 %.